# زبان خارجه

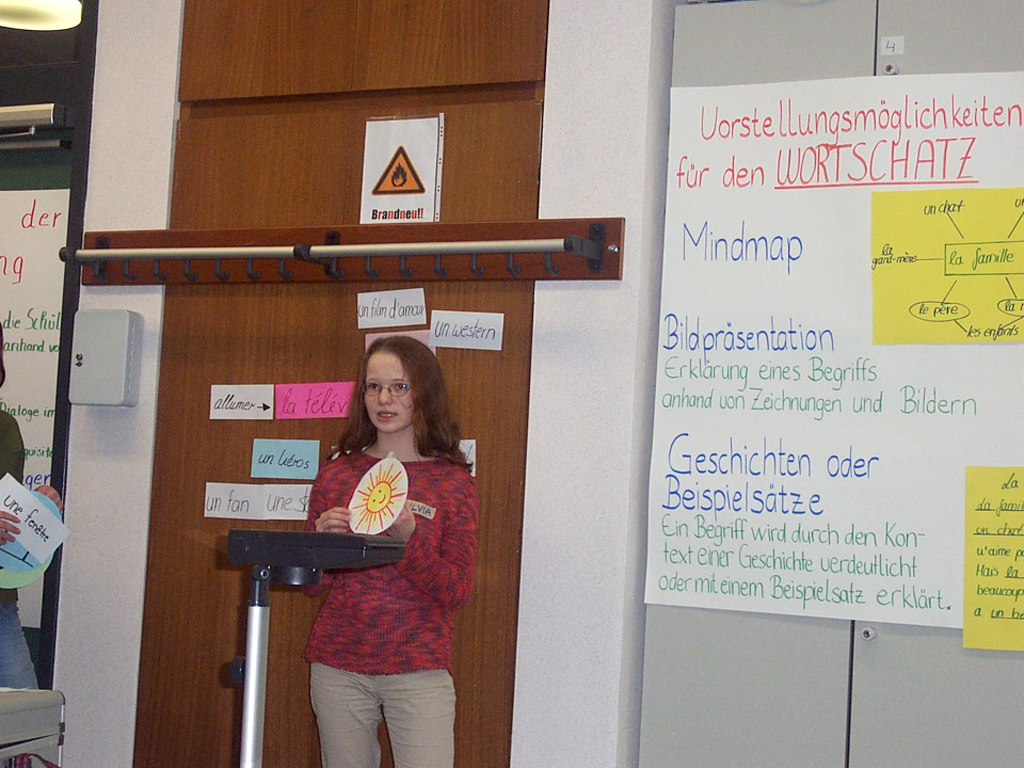
یک دانش آموز به عنوان معلم زبان خارجه در کلاس

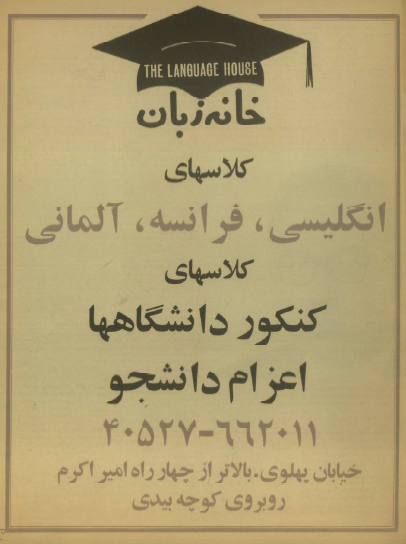
پوستر تبلیغاتی برای آموزش زبان‌های خارجه در ۱۳۴۸

زبان خارجه (انگلیسی: Foreign language) زبانی است که در کشور بیگانه نسبت به سخنور تکلم می‌شود. همچنین زبانی محسوب می‌شود که زبان مادری فرد نیست. به عنوان مثال فردی که زبان مادری وی انگلیسی است اگر در اسپانیا زندگی کند برای او زبان اسپانیایی زبان خارجه محسوب می‌شود.